# Demchok
Demchok – wieś w Indiach, w terytorium związkowym Ladakh (do 2019 w stanie Dżammu i Kaszmir). W 2011 roku liczyła 78 mieszkańców. Leży tuż przy granicy z Chinami.